# Łukasz Czarnecki
Łukasz Czarnecki (ur. 22 lutego 1986 w Gdańsku) – polski tancerz, osobowość telewizyjna i przedsiębiorca.

## Życiorys
Jest synem tancerzy. Ma siostrę. Na pierwsze zajęcia taneczne poszedł, mając sześć lat. Jego pierwszą taneczną partnerką była Andżelika Starczewska, z którą w 1999 dotarł do półfinałów otwartych mistrzostw Niemiec w kategorii „Juniorów”. W latach 2000–2002 partnerowała mu Aneta Piotrowska, z którą dwukrotnie dotarł do finału mistrzostw świata juniorów w 10 tańcach. Następnie, do 2003 tańczył z Sandrą Kupc, z którą zdobył wicemistrzostwo Polski w tańcach latynoamerykańskich w kategorii młodzieżowej. W 2004 przez kilka miesięcy trenował z Martą Surowiec, z którą dotarł do finału MP w tańcach latynoamerykańskich w kategorii młodzieżowej. W latach 2006–2008 trenował z Kamilą Kajak, z którą dotarł do finału MP w tańcach latynoamerykańskich. Reprezentuje najwyższą, międzynarodową klasę taneczną „S” w tańcach latynoamerykańskich.
W latach 2007–2011 występował jako trener tańca w programie rozrywkowym TVN Taniec z gwiazdami. Wystąpił w dziewięciu edycjach konkursu, a jego partnerkami tanecznymi były kolejno: Anna Samusionek (wiosna 2007), Anna Guzik (jesień 2007), Tamara Arciuch (wiosna 2008), Natalia Lesz (jesień 2008), Francys Barraza Sudnicka (wiosna 2009), Iga Wyrwał (jesień 2009), Olga Bołądź (wiosna 2010), Patricia Kazadi (jesień 2010) i Aleksandra Kisio (jesień 2011); w parze z Guzik zwyciężył w finale szóstej edycji programu. W 2014 był trenerem tańca Marty Wierzbickiej w drugiej edycji programu rozrywkowego Polsatu Dancing with the Stars. Taniec z gwiazdami.
W 2016 został jednym ze współwłaścicieli sieci siłowni Elite Gym.

## Życie prywatne
Był związany z tancerką Kamilą Kajak. W latach 2009–2019 pozostawał w nieformalnym związku z modelką Francys Barrazą Sudnicką, z którą ma córkę, Francine (ur. 2011). W 2020 potwierdził swój związek z Sylwią Karim, którą poślubił w czerwcu 2023.